# Othmar Schimkowitz
Othmar Schimkowitz (* 2. Oktober 1864 in Tárts, Komitat Komorn; † 24. April 1947 in Graz) war ein österreichischer Bildhauer.

## Leben
Othmar Schimkowitz studierte von 1886 bis 1892 an der Akademie der bildenden Künste Wien, arbeitete in New York im Atelier des österreichisch-amerikanischen Bildhauers Karl Bitter, aber auch in Chicago und Philadelphia. Ab 1895 besaß er ein Atelier in Wien. Ab 1897 war er Mitglied der Wiener Secession und war von 1929 bis 1930 deren Präsident. Othmar Schimkowitz war auch Mitglied im Deutschen Künstlerbund.
An der Technischen Hochschule Wien lehrte er von 1914 bis 1934 plastisches Gestalten und Modellbau.
Der Maler und Grafiker Herbert Schimkowitz (1898–1938) ist sein Sohn.

## Arbeiten
- Soldatenfiguren am ehem. Kriegsministerium
- Büste des Denkmals für Josef von Schroll in Ölberg, 1901
- Heiliger Lukas an der Friedhofskirche zum heiligen Karl Borromäus, 1908
- Schutzengelsfiguren über der Attikabalustrade der Pfarrkirche Berndorf (NÖ) links Weg  der  Buße  und  rechts  Weg der  Unschuld 1909 und dem Theater in Berndorf

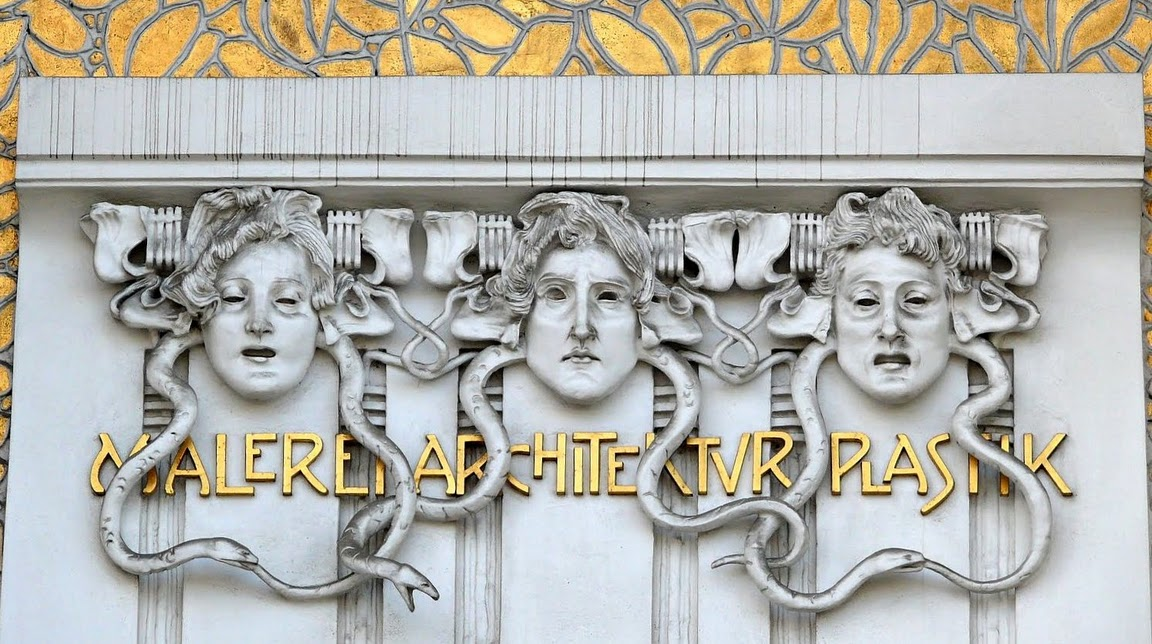
Wiener Secession Gorgonen 1897
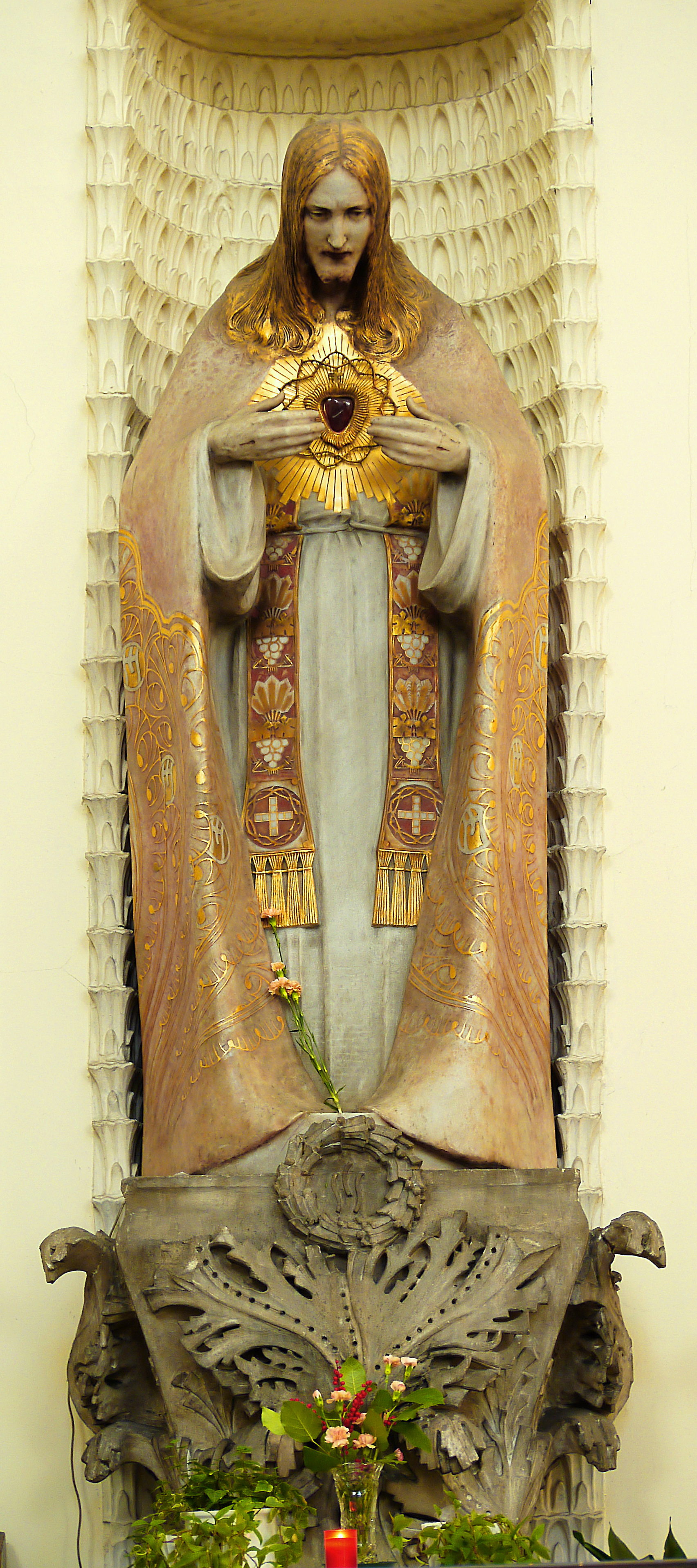
Herz-Jesu-Statue in der Breitenfelder Pfarrkirche 1898
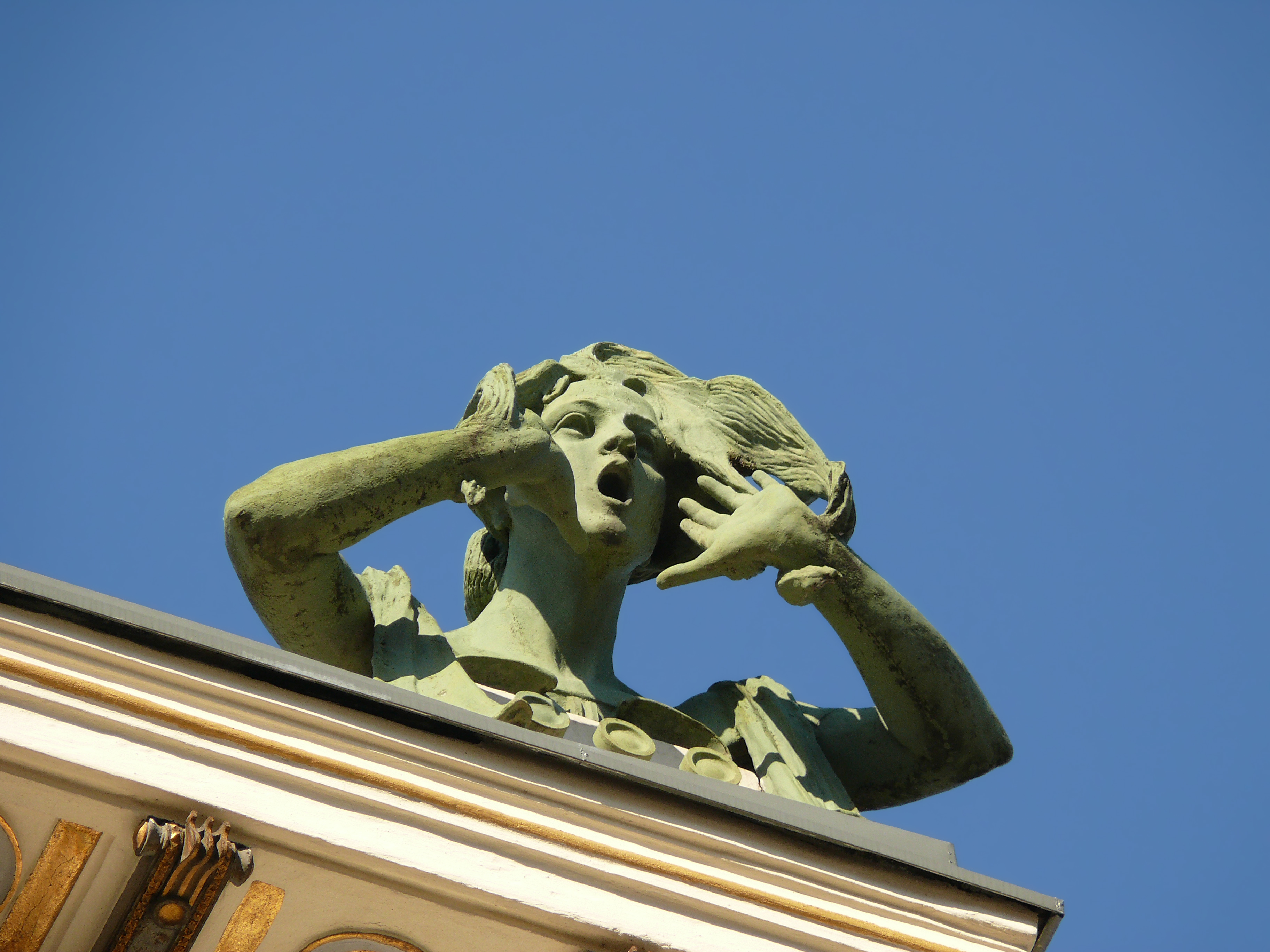
Ruferin Linke Wienzeile 38 1898
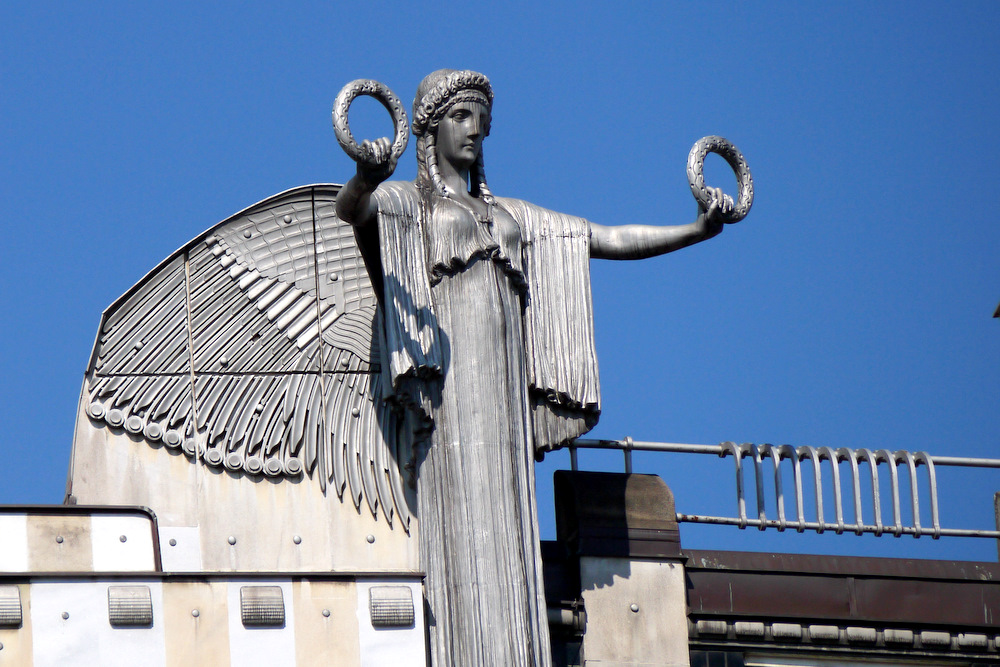
Postsparkasse Engel 1904–1906
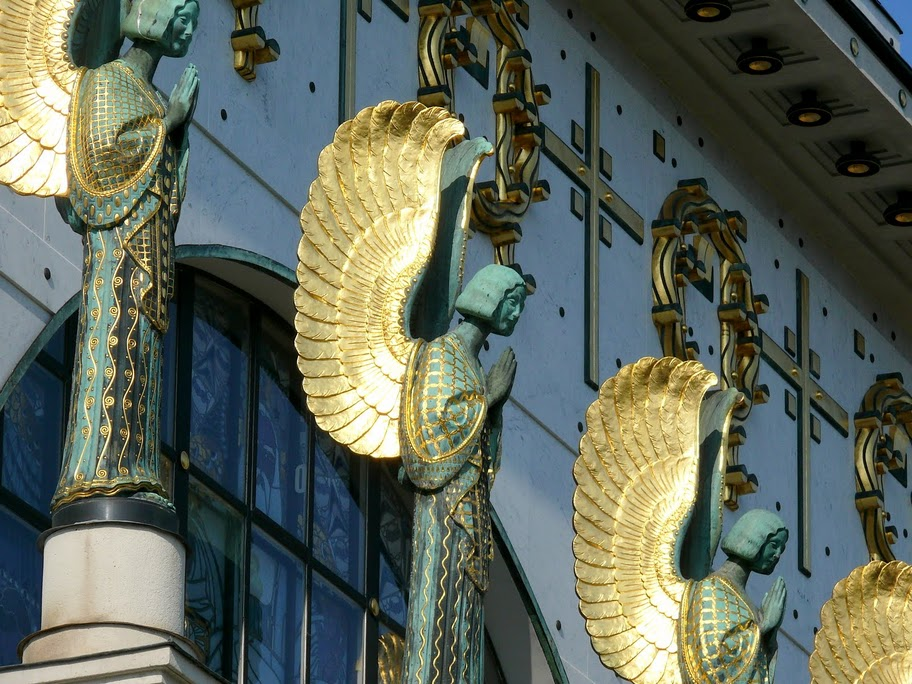
Steinhof Kirche Engel 1907
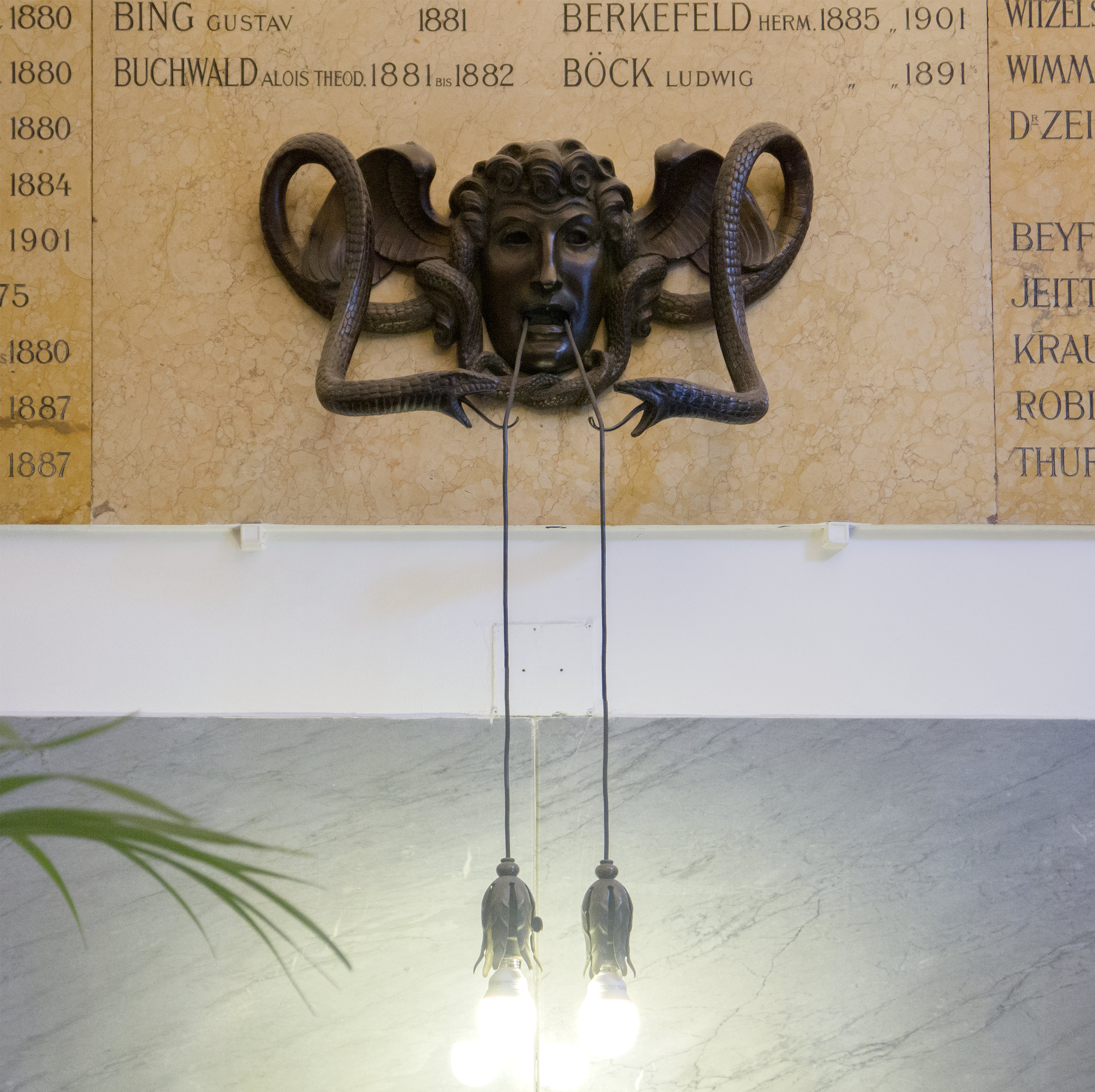
Diverse Arbeiten für die Wirtschaftkammer am Stubenring 8–10, 1907
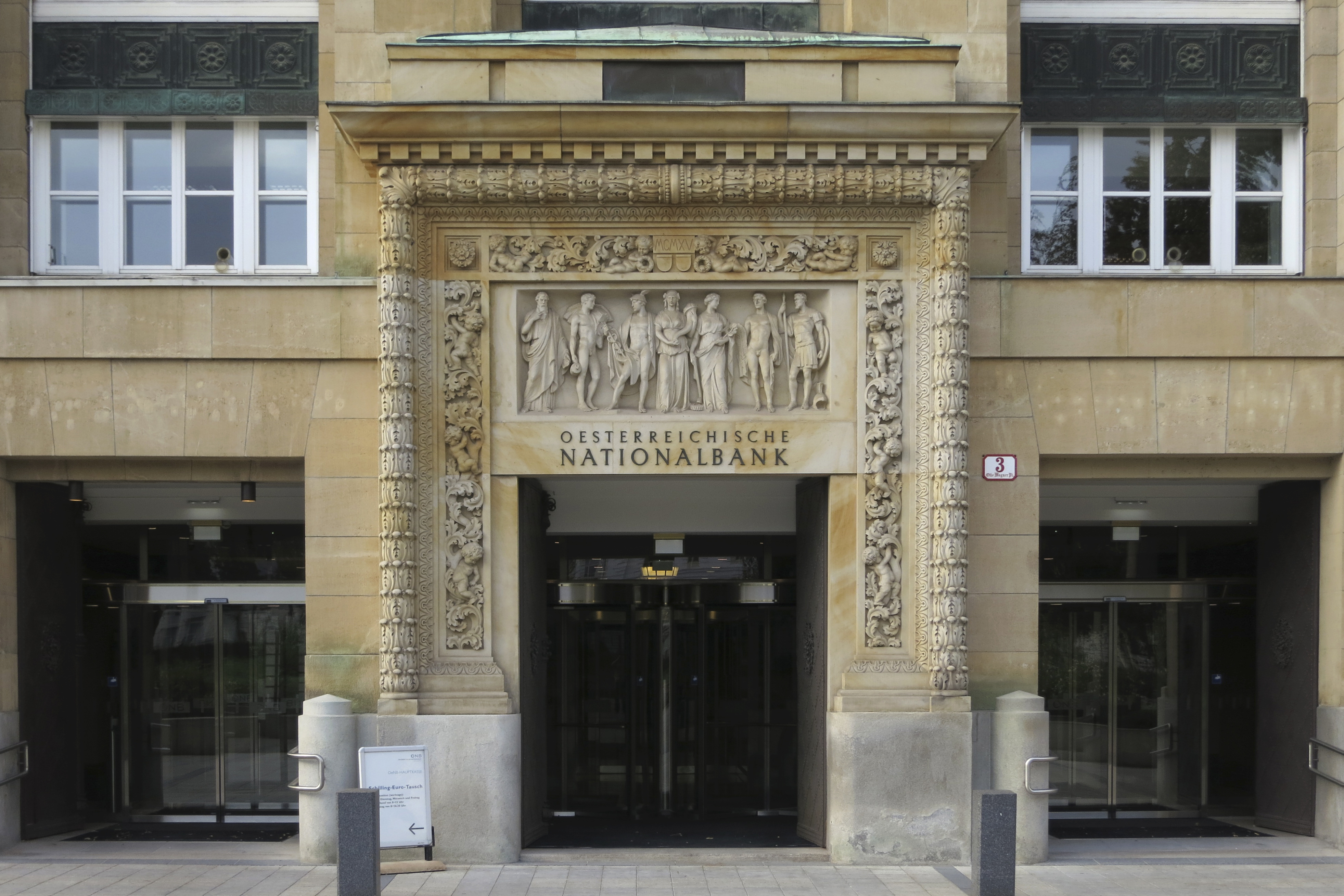
Österreichische Nationalbank, 1922
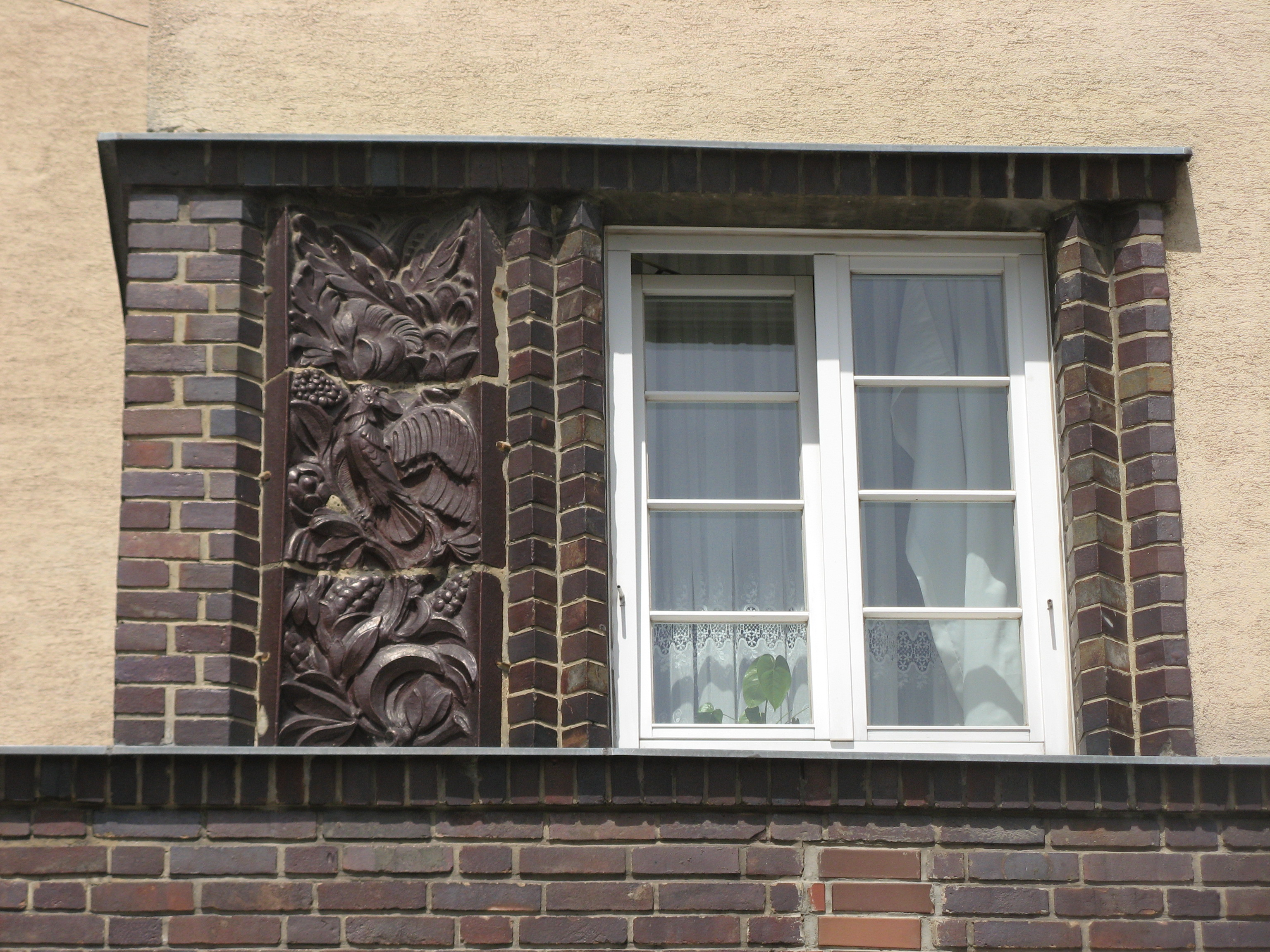
Keramik am Quarinhof, 1924